# Roland Emmerich
Roland Emmerich, nemško-ameriški filmski režiser, filmski producent in scenarist, * 10. november 1955, Stuttgart, Baden-Württemberg, Nemčija.

## Filmografija
- Dan pojutrišnjem (The Day After Tomorrow) (2004) – režiser, producent, scenarist
- Eight Legged Freaks (2002) – izvršni producent
- Patriot (The Patriot) (2000) – režiser, izvršni producent
- The Thirteenth Floor (1999) – producent
- Godzila (Godzilla) (1998) – režiser, izvršni producent, scenarist
- Dan neodvisnosti (Independence Day) (1996) – režiser, izvršni producent, scenarist
- Zvezdna vrata (Stargate) (1994) – režiser, scenarist
- The High Crusade (1994) – producent
- Univerzalni vojak (Universal Soldier) (1992) – režiser
- Moon 44 (1990)
- Hollywood-Monster (1987)
- Joey (1985)